# Друга лига СР Југославије у фудбалу
Друга лига СР Југославије у фудбалу била је други степен фудбалског такмичења у СР Југославији, у периоду од 1992, након престанка постојања СФР Југославије, до 2003, када је СР Југославију наслиједила Србија и Црна Гора.
Прво првенство играно је у сезони 1992/93, последње у сезони 2002/03. Године 1998 лига је подијељена на двије зоне, годину касније формирана је и трећа зона, док је 2000 формирана и четврта зона, за клубове из Црне Горе.
Борац Чачак је Другу лигу освајао три пута, једном јединствену лигу и два пута зону Запад.

## Историја

### 1992—1997: Распад СФР Југославије и санкције УН
На дан 26. јуна 1991, у хотелу Југославија обављен је жријеб за првенство Прве лиге за сезону 1991/92; истог дана криза у СФР Југославији прерасла је у рат. Клубови из Хрватске и Словеније напустиле су такмичење, док су клубови из Македоније и Босне и Херцеговине наступали у сезони 1991/92. У сезони 1992/93 иступили су и клубови из Македоније и Босне и Херцеговине, тако да се у Прву из Друге лиге пласирало седам клубова. У јуну 1992, уведене су санкције УН и клубови нису могли да играју европска такмичења. У првој сезони, Друга лига бројала је 20 клубова, 18 из Србије и два из Црне Горе. Титулу је освојио Јастребац из Ниша, са освојеним са 51 бодом, колико је имала и Слобода из Ужица. Од сезоне 1993/94 Прва и Друга лига подијељене су на двије групе: А и Б групу, обје групе Друге лиге бројале су по 10 клубова. Након јесењег дијела сезоне четири последњеплсирана клуба А групе испала су у Б групу за прољећни дио, док су се четири првопласирана клуба Б групе пласирала у А групу. Титулу је освојио Борац из Чачка, који се уз другоплсасирани Обилић пласирао у Б групу Прве лиге; из А групе Друге лиге у Б групу испала су четири клуба, док су у Трећу лигу такође испала четири клуба из Б групе Друге лиге.
Формат такмичења остао је исти и наредне двије сезоне, титулу у сезони 1994/95 освојила је Младост из Лучана, три бода више од Чукаричког из Београда. У сезони 1995/96 Хајдук Београд био је први у јесењем дијелу, док је у Б групи прва била Будућност Вујић из Ваљева, која је ушла у А групу за прољећни дио и освојила титулу.

### 1997—2003: Зонске лиге
Од сезоне 1996/97, санкције УН су укинуте, клубовима је дозвољено да играју европска такмичења, те је формат лига промијењен. Умјесто двије групе, формирана је јединствена Друга лига са 12 клубова, титулу је освојио Обилић. Наредне сезоне три клуба су водила борбу за титулу; освојио је ОФК Београд три бода испред Смедерева и пет бодова испред Приштине. За сезону 1998/99 формиране су двије групе Друге лиге: Исток и Запад. Лиге су прекинуте због НАТО бомбардовања, које је почело 24. марта 1999. У тренутку прекида било је одиграно 21 коло, табеле су проглашене коначним, првенство није настављано. Титулу на Истоку освојио је Чукарички из Београда, три бода испред Хајдука из Београда; на Западу Борац из Чачка освојио је титулу са пет бодова испред Сутјеске из Никшића. Сва четири клуба су изборила пласман у Прву лигу, због проширења лиге на 22 клуба. У сезони 1999/2000 лига је проширена на три зоне, додата је зона Сјевер и из сваке зоне првак је обезбиједио пласман у Прву лигу. Прваци су у све три зоне били убједљиви, на Сјеверу Београд је освојио титулу са десет бодова испред Новог Сада; на Истоку је Напредак из Крушевца освојио са 12 бодова испред Жељезничара из Лајковца; док је Зета на Западу освојила са 14 бодова испред Младост из Лучана.
Зона Југ за клубове из Црне Горе формирана је од сезоне 2000/01, из сваке зоне првак је обезбиједио пласман у Прву лигу. На Сјеверу, то је била Младост из Апатина, на Југу Рудар из Пљеваља, на Истоку Звездара и на Западу Младост из Лучана. Следеће сезоне титулу на Сјеверу освојио је Раднички из Обреновца, на Југу Могрен из Будве, на Истоку Раднички из Ниша, бод испред Напретка; док је титулу на Западу освојио је Јавор из Ивањице. На датум 14. фебруар 2003 престала је да постоји СР Југославија, наслиједила је Србија и Црна Гора, тако да је сезона 2002/03 била последња у склопу СР Југославије. Титулу на Сјеверу освојила је Будућност из Банатског Двора, на Југу Ком из Подгорице, на Истоку Напредак из Крушевца и на Западу Борац из Чачка, који је освојио рекордну трећу титулу у Другој лиги.

## Прваци

### 1992–1996
| Сезона  | Првак               | Друго мјесто  | Треће мјесто        |
| ------- | ------------------- | ------------- | ------------------- |
| 1992/93 | Јастребац Ниш (1)   | Слобода Ужице | Рудар               |
| 1993/94 | Борац Чачак (1)     | Обилић        | Нови Пазар          |
| 1994/95 | Младост Лучани (1)  | Чукарички     | Младост Бачки Јарак |
| 1995/96 | Будућност Вујић (1) | ОФК Кикинда   | Железник            |
| 1996/97 | Обилић (1)          | Железник      | Лозница             |
| 1997/98 | ОФК Београд (1)     | Смедерево     | Приштина            |

### 1998–99
| Сезона  | Зона  | Првак           | Друго мјесто   | Треће мјесто |
| ------- | ----- | --------------- | -------------- | ------------ |
| 1998/99 | Исток | Чукарички (1)   | Хајдук Београд | Звездара     |
| 1998/99 | Запад | Борац Чачак (2) | Сутјеска       | Бане         |

### 1999–2003
| Сезона    | Зона   | Првак                       | Друго мјесто            | Треће мјесто        |
| --------- | ------ | --------------------------- | ----------------------- | ------------------- |
| 1999/2000 | Сјевер | Београд (1)                 | Нови Сад                | Раднички Београд    |
| 1999/2000 | Исток  | Напредак (1)                | Жељезничар Лајковац     | Будућност Ваљево    |
| 1999/2000 | Запад  | Зета (1)                    | Младост Лучани          | Нови Пазар          |
| 2000/01   | Сјевер | Младост Апатин (1)          | Пролетер                | Раднички Београд    |
| 2000/01   | Исток  | Звездара (1)                | Хајдук Београд          | Дубочица            |
| 2000/01   | Југ    | Рудар (1)                   | Бокељ                   | Могрен              |
| 2000/01   | Запад  | Младост Лучани (2)          | Борац Чачак             | Жељезничар Лајковац |
| 2001/02   | Сјевер | Раднички Обреновац (1)      | Будућност Банатски Двор | Нови Сад            |
| 2001/02   | Исток  | Раднички Ниш (2)            | Напредак                | Младеновац          |
| 2001/02   | Југ    | Могрен (1)                  | Будућност Подгорица     | Морнар              |
| 2001/02   | Запад  | Јавор (1)                   | Борац Чачак             | Бане                |
| 2002/03   | Сјевер | Будућност Банатски Двор (1) | Младост Апатин          | Раднички Београд    |
| 2002/03   | Исток  | Напредак (2)                | Млади радник            | Тимок               |
| 2002/03   | Југ    | Ком (1)                     | Бокељ                   | Будућност Подгорица |
| 2002/03   | Запад  | Борац Чачак (3)             | Бане                    | Шумадија 1903       |